# Tommy Hall
Pour les articles homonymes, voir Hall.
William Thomas Hall, couramment appelé Tommy Hall, est un coureur cycliste professionnel anglais né en juillet/septembre 1876 à Croydon dans le comté du Surrey en Angleterre, et mort le 26 avril 1949 à Hackney. Il établit un prestigieux record de l'heure fin 1903.

## Biographie
Après le recensement de 1901, Tommy Hall habitait au 104 Shepherds Bush Road à Londres. Alors âgé de 24 ans, il travaillait à vélo comme facteur (en anglais, « cycle maker », littéralement « facteur à vélo »). Son père lui était détaillant de meubles.

### Carrière
Il fut, avec le Français Paul Dangla son grand rival dans la course aux records, l'un des plus prestigieux coureur demi-fond du début du XXe siècle.
Professionnel cycliste de 1900 à 1914, Tommy Hall obtint à deux reprises (en août puis en octobre) le record du monde de l'heure (derrière entraîneur) en 1903, en réalisant 87,391 km/h au vélodrome du Parc des Princes la seconde fois. Il termina deuxième aux championnats d'Europe en 1904.